# Kæmpeøglernes kamp
Kæmpeøglernes kamp (One Million Years B.C.) er en engelsk fantasyfilm fra 1966, instrueret af Don Chaffey og produceret af Hammer Films. Den er berømt for Ray Harryhausens stop-motion-effekter samt for Raquel Welch som blond hulepige i skindbikini.
Filmen foregår i en fiktiv fortid, hvor der både lever mennesker og dinosaurer. Handlingen følger to stammer, de primitive, mørkhårede stenfolk og de mere civiliserede, lyshårede skalfolk. Da Tumak (John Richardson) udstødes af stenfolkets stamme, møder han i stedet den smukke Loana (Raquel Welch) fra skalfolkets stamme. Undervejs optræder talrige trusler såsom en kæmpeskildpadde, en Allosaurus, en Stegosaurus, en Pteranodon, en kannibalstamme og et vulkanudbrud.
Kæmpeøglernes kamp regnes for den betydeligste dinosaurusfilm i perioden fra King Kong (1933) til Jurassic Park (1993). Raquel Welch havde allerede haft en enkelt hovedrolle, men det var et foto fra Kæmpeøglernes kamp, der gjorde hende verdensberømt. Filmen er en genindspilning af One Million B.C. (1940), hvor kæmpeøglerne blev spillet af reptiler med påklistrede rygfinner etc.

## Eksterne Henvisninger
- Kæmpeøglernes kamp på Internet Movie Database (engelsk)
- Kæmpeøglernes kamp på Filmdatabasen
- Kæmpeøglernes kamp på Scope
- Kæmpeøglernes kamp i Svensk Filmdatabas (svensk)
- Kæmpeøglernes kamp på AlloCiné (fransk)
- Kæmpeøglernes kamp på MovieMeter (nederlandsk)
- Kæmpeøglernes kamp på AllMovie (engelsk)
- Kæmpeøglernes kamp hos American Film Institute (engelsk)
- Kæmpeøglernes kamp på Turner Classic Movies (engelsk)
- Kæmpeøglernes kamp på The Movie Database (engelsk)

1. ↑  Navnet er anført på engelsk og stammer fra Wikidata hvor navnet endnu ikke findes på dansk.